# Kőrösi-Krizsán Sándor
Kőrösi-Krizsán Sándor (Nagybánya, 1896. február 27. – München, 1970. október 2.)  magyar újságíró, szerkesztő, közíró. Ferenczy Noémi gobelinművésznő férje.

## Életútja
Szülővárosa gimnáziumában érettségizett, a nagybányai Szabad Festőiskolában Ferenczy Károly tanítványa. 1916 nyarán orosz fogságba esett, s ott ismerkedett meg Aradi Viktorral, Sík Endrével s a forradalomhoz csatlakozó más magyar értelmiségiekkel. A Szibériai Vörös Újság c. magyar hetilap szerkesztője, majd Kun Béla titkára Moszkvában, ahol a később kivégzett Buharin híve lett. Hazaküldték Romániába, de itt letartóztatták, és a jilavai börtönbe került. Szabadulása után 1923-ban Jász Dezső bukaresti Munkás c. legális lapjának munkatársa. Mint a Kommunisták Romániai Pártja (KRP) egyik vezetője és a Balkáni Kommunista Pártok Föderációjának tagja egy ideig Bécsben dolgozott; Romániát nem nemzeti, hanem több nemzetiségű államnak tekintette, és az önrendelkezés elvét hirdette. Köblös Elek főtitkársága alatt az RKP központi agitprop-titkára. 1925-ben Aradi Viktorral elindította Kolozsvárt A Jövő Társadalma c. folyóiratot; a Korunk első folyamának is munkatársa volt.
1927-ben szembefordult Sztálin diktatúrájával, mire megfosztották kommunista párttisztségeitől. Az 1930-as évek elejétől a Brassói Lapok tudósítója, majd külpolitikai szerkesztője. 1936-ban áttelepedett Magyarországra, 1941-től a Magyar Nemzet berlini tudósítója. 1951-től a müncheni Szabad Európa Rádió magyar főszerkesztője, ahonnan 1965-ben vonult nyugalomba.
Viharos életéről szólva Kacsó Sándor így jellemzi egykori munkatársát: "Művelt ember. Együtt volt hadifogságban Markovits Rodionnal, s ott jól kihasználta az időt: nemcsak oroszul tanult meg, hanem angolul és franciául is. Magyarul, románul, németül már otthon, a családban beszélt. A Szibériai garnizonnak nemcsak egyik hőse, hanem bizonyos értelemben társszerzője is." Nyelvtudásának köszönhető páratlan világpolitikai tájékozottsága, mellyel a Brassói Lapok c. napilapot kellő információk szolgáltatásával valóban demokratikus közvéleményformálóvá fejlesztette. Németországi emigráns-éveiben a Münchenben megjelenő Új Látóhatár kritikusa és tanulmányírója.